# Frank rwandyjski
Frank rwandyjski – jednostka walutowa Rwandy. 1 Frank = 100 centymów.
W obiegu znajdują się:
- monety o nominałach 1, 5, 10, 20, 50 i 100 franków.
- banknoty o nominałach 500, 1000, 2000 i 5000 franków.